# Żemojdziaki
Żemojdziaki (biał. Жамайдзякі; ros. Жемойдяки) – wieś na Białorusi, w obwodzie brzeskim, w rejonie iwacewickim, w sielsowiecie Milejki. W źródłach występuje także pod nazwą Żmojdziaki
Dawniej majątek ziemski rozparcelowany w okresie międzywojennym. W dwudziestoleciu międzywojennym leżały w Polsce, w województwie poleskim, w powiecie kosowskim/iwacewickim, w gminie Kosów. Po II wojnie światowej w granicach Związku Sowieckiego. Od 1991 w niepodległej Białorusi.